# General Motors (Thailand)
General Motors (Thailand) Ltd. ist die thailändische Tochtergesellschaft der General Motors Corporation und wurde 1993 mit Unternehmenshauptsitz in Bangkok als Vertriebsorganisation für Kraftfahrzeuge gegründet. Sie ist Teil der Expansionsstrategie für die Asien-Pazifik Region.

## Geschichte
Bereits von Mitte der 1970er bis Anfang der 1980er Jahre waren Fahrzeuge der Marken Holden und Opel sowie ein leichtes Nutzfahrzeug bei Asoke Engineering in Bangkok produziert worden.
Im Jahre 1996 wurde Thailand zur Herstellung und Fertigung von Fahrzeugen ausgewählt. Noch im selben Jahr errichtete man auf einem 76 ha großen Gelände im Eastern Seaboard Industrial Estate von Rayong das erste Werk in Thailand. Als Vorbild für dieses Werk diente das GM-Werk in Eisenach, Deutschland, welches als eines der effizientesten Produktionswerke der Welt gilt.
GM Thailand besitzt mit dem Werk im Eastern Seaboard Industrial Estate eine der modernsten Auto-Fertigungsstrecken in Thailand und zugleich eine der am weitest fortgeschrittenen in der gesamten Asien-Pazifik Region. Aus diesem Zwecke entschied man sich 2006 zu einer Erweiterung der Produktionsflächen sowie zu einer neuen Lackiererei.
Das Werk bietet die Kapazität, jährlich 150.000 Einheiten zu produzieren, die für die Märkte der Länder der ASEAN-Mitgliedstaaten und die Länder in Australasien bestimmt sind.
Dem Unternehmen sind die Tochtergesellschaften General Motors Southeast Asia Operation Ltd. und seit dem Januar 2000 auch die Chevrolet Sales (Thailand) Ltd. unterstellt. Die Leitung all dieser thailändischen Niederlassungen untersteht seit dem 3. März 2010 Herrn Martin Apfel, der aus dem Detroiter Mutterkonzern überwechselte.

## Modelle
Die ersten in Thailand von GM angebotenen Automobile waren Produkte der Marke Opel. Das Einsteigermodell stellte der Opel Corsa, gefolgt vom Opel Astra (Stufenheck), dem Opel Omega sowie dem Topmodell, das Sportcoupé Opel Calibra, welche hierher ausschließlich als Importfahrzeuge erhältlich waren. Mit Fertigstellung der Bauarbeiten des Werkes im Spätjahr 1996 begann dann allerdings die eigenständige Herstellung des Opel Corsa Swing wie auch die des Opel Omega und die des Opel Astra. Mit Übernahme durch GM verschwand die Marke Opel dann nach und nach vom lokalen Markt, bis diese im Sommer 2003 letztendlich vollends durch Modelle der Marke Chevrolet ersetzt worden waren. Einige Fahrzeuge werden noch weiterhin von verschiedenen Fanclubs nach Thailand importiert. So sind dort auch die aktuelleren Generationen des Opel Corsa und die des Opel Astra auf den thailändischen Straßen zu sichten. Da diese Modelle allerdings nicht offiziell über das GM-Händlernetzwerk angeboten werden/worden sind, gibt es nach Verkehrsunfällen und Pannen nicht selten Probleme mit den Ersatzteillieferungen.
Neben dem eigentlichen Hauptmarkt Thailand werden seit der Übernahme GM's auch vorwiegend die Märkte Australien und Neuseeland unter Badge-Engineering mit Fahrzeugen der Marke Holden mit Fahrzeugen versorgt. So entstand als erstes Exportmodell der Chevrolet Zafira, der in einigen Ländern Australasien auch als Holden TT Zafira angeboten wurde. Ein Jahr später hingegen folgte der Chevrolet Lumina, welcher vor allem im Nahen Osten großen Anklang fand. Nach Australien wurde das Modell teilweise zerlegt unter dem Namen Holden VY Commodore Lumina geliefert. Einige der dortigen Modellversionen erhielten Fahrzeugteile aus australischer Herstellung um das Fahrzeug den dortigen Marktbestimmungen anzupassen. Ebenfalls großer Beliebtheit zeigte sich der Chevrolet Optra, der für den Heimatmarkt bereits 2006 einem Facelift unterzogen wurde. Das wichtigste Produkt des Werkes stellt seit 2004 allerdings der Chevrolet Colorado dar, dessen sämtliche Fahrzeugteile hier hergestellt werden. An andere Werken wird das Modell komplett zerlegt als sogenannter CKD-Bausatz geliefert wo diese dann montiert werden. Andere Werke erhalten das Fahrzeug als SKD-Bausatz wo es dann als Isuzu i-Serie vom Band rollt. Für Australasien hingegen wird das Modell unter dem Label Holdens bereits in Thailand zusammengebaut und mit Fähren in die jeweiligen Länder exportiert. Wobei in Shreveport (Louisiana) der PickUp noch anhand Karosserieteilen aus Lagerbestand komplettiert werden, gab es in Asien bereits zwei Modellpflegen. Ebenfalls in Thailand produziert wird der Chevrolet Aveo T250 als Stufenhecklimousine wie auch der Chevrolet Captiva, der seit 2007 auch als Holden CG Captiva nach Australasien verschifft wird. Dies war notwendig, da Holden die dortige Montage des Modells eingestellt hatte. Speziell für den chinesischen Markt lief im Spätjahr 2010 zudem die Produktion des Chevrolet Volt an, der sich hier im Gegensatz zu den USA noch in der Testphase befindet. Ein Export als Holden soll bis Ende des Jahres 2013 beginnen. Der ebenfalls zur selben Zeit eingeführte Chevrolet Cruze wird hier in Thailand als erstes Pkw-Modell lediglich montiert und ist nur für die umliegenden Märkte bestimmt.
Nachdem GM jahrelang Marktanteile verloren hatte, kündigte das Unternehmen im Februar 2015 einen Umstrukturierungsplan für sein Geschäft in Thailand an, der unter anderem vorsah, die Produktion von Personenkraftwagen einzustellen und sich stattdessen auf SUVs und Pickups zu konzentrieren. Infolgedessen wurde der Sonic im Mai 2015 eingestellt, und der Cruze folgte im Jahr 2017. Später stellte GM Thailand auch die Produktion des Captiva im Jahr 2018 ein und beließ den Trailblazer SUV und den Colorado Pickup im Programm. GM-Führungskräfte zogen in Erwägung, den Trax in dem Land zu produzieren, jedoch konnte ein Business Case für den Trax aufgrund der dünnen Margen und der niedrigen Absatzprognose nicht gerechtfertigt werden. Im März 2019 gab das Unternehmen seinen Plan bekannt, die zweite Generation des Captiva in Thailand zu vermarkten. Der Wagen wurde auf der Bangkok International Motor Show 2019 vorgestellt und kam im September 2019 auf den Markt. Der aus Indonesien importierte Wagen ist ein umgebauter Baojun 530/Wuling Almaz.
Am 17. Februar 2020 gab der Präsident von GM Strategic Markets, Alliances and Distributors, Andy Dunstan, bekannt, dass sich Chevrolet aus dem thailändischen Fahrzeugmarkt zurückziehen und die Fahrzeug- und Antriebsstrangproduktion in den Produktionsstätten in Rayong einstellen wird. Der chinesische Automobilhersteller Great Wall Motors hat sich bereit erklärt, das Werk bis Ende 2020 zu übernehmen, um seine Expansion in ASEAN zu unterstützen. Diese Entscheidung führte auch zum Niedergang der Marke Holden in Australien und Neuseeland, da GM Thailand die Hauptquelle für Holden-Lkw ist. Das letzte Fahrzeug, ein blauer Chevrolet Colorado, verließ das Werk im Mai 2020 als der 934.758. von GM Thailand produzierte Colorado.

## Produkte

### Lokal von GM Thailand hergestellt
- Chevrolet Colorado (2004–2020)
- Chevrolet Trailblazer (2012–2020)
- Chevrolet Captiva (2007–2018)
- Chevrolet Cruze (2010–2017)
- Chevrolet Sonic (2012–2015)
- Chevrolet Aveo (2006–2012)
- Chevrolet Optra (2003–2010)
- Chevrolet Zafira (2000–2007)
- Subaru Traviq (2001–2004)
- Alfa Romeo 156 (2002–2004)

### Nicht von GM Thailand hergestellt
- Opel Omega B1 (1994–1999)
- Opel Astra (1993–1998)
- Opel Corsa Schwenk (1993–2000)
- Opel Corsa Segel (1993–2000)

### Importierte Modelle
- Chevrolet Captiva (2019–2020, importiert von SGMW Indonesien)
- Chevrolet Spin (2013–2015, importiert von GM Indonesien)
- Chevrolet Lumina (2003–2005, importiert von Holden Australia)
- Opel Vectra A (1993–1996, importiert von Opel)
- Holden Camira (JE) (1987–1989, importiert von Holden Australia)
- Holden Commodore (VK) (1984–1986, importiert von Holden Australia)
- Holden Calais (VP) (1992–1998, importiert von Holden Australia)
- Opel Rekord E (1982–1986, importiert von Opel)

## Bilder von Modellen

Wichtigsten Modelle
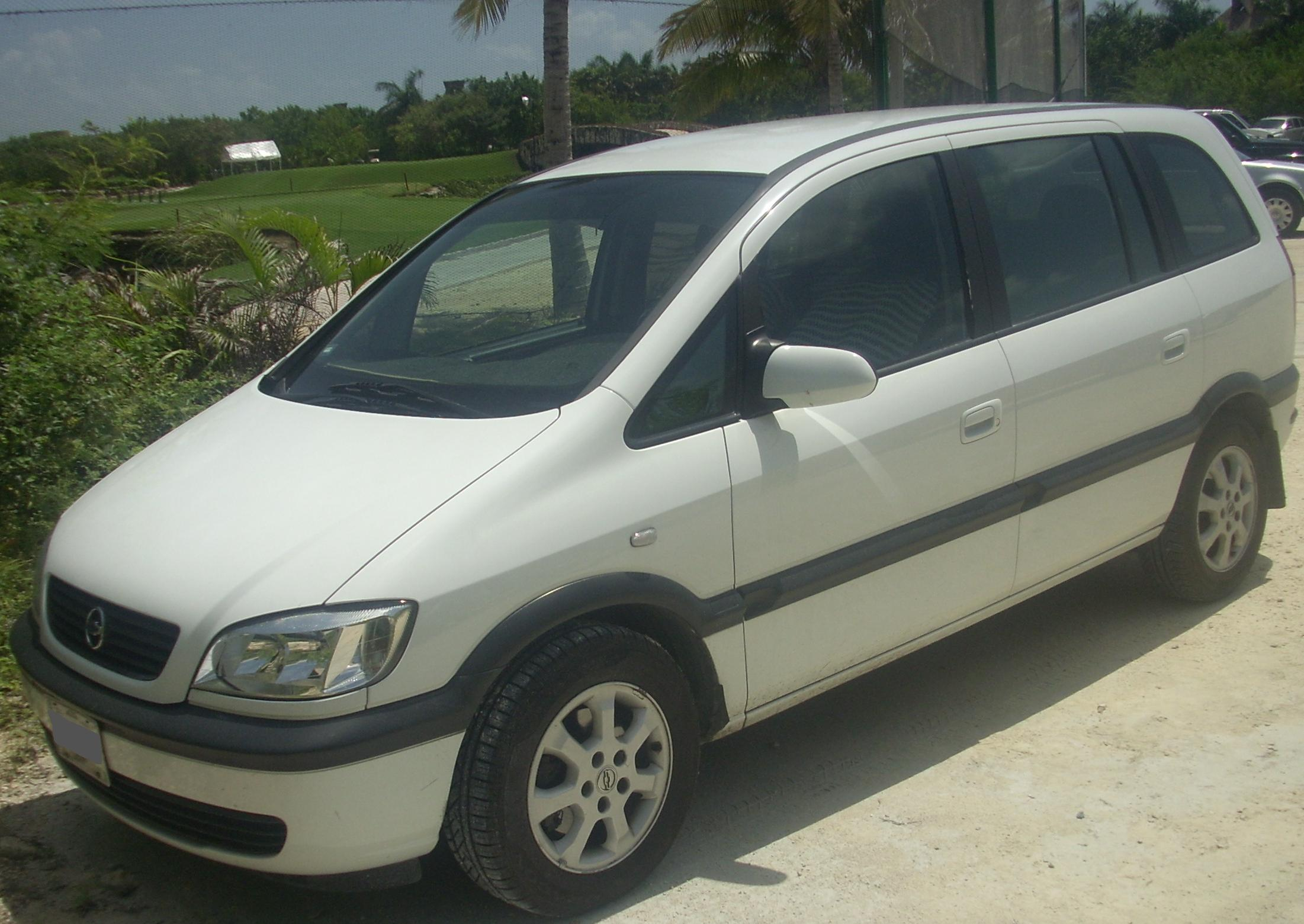
Chevrolet Zafira 2000 bis 2005 Holden TT Zafira
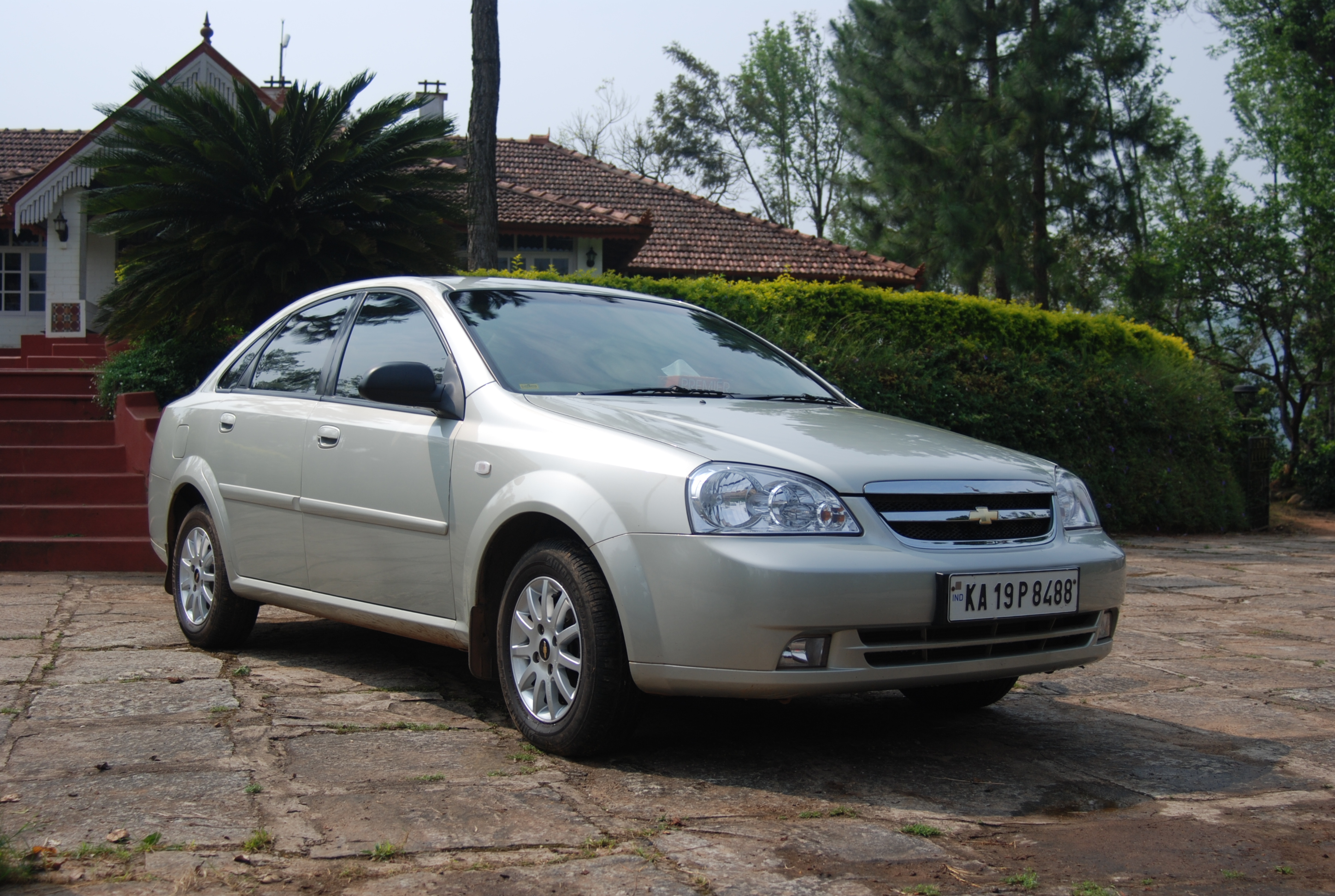
Chevrolet Optra 2003 bis 2006
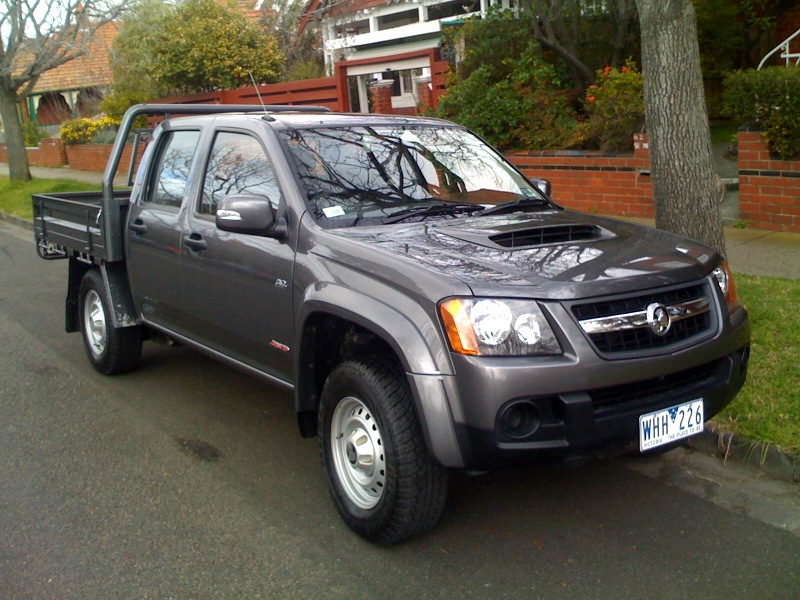
Chevrolet Colorado Holden RC Colorado
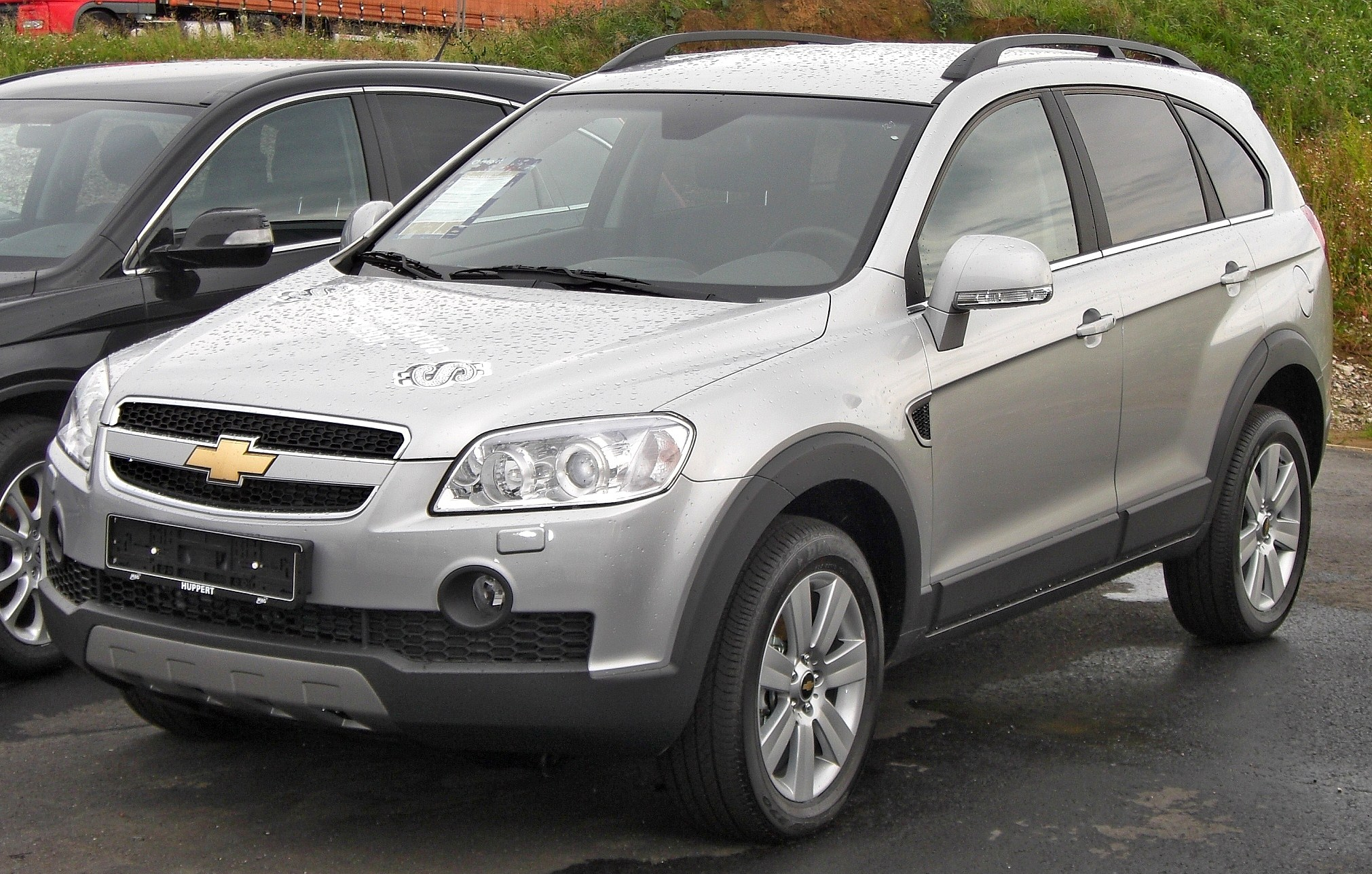
Chevrolet Captiva Holden CG Captiva (Export) seit 2007

## Werksleitung
- William S. Botwick (Unternehmenspräsident von 1993 bis 2010)
- Martin Apfel (Unternehmenspräsident seit 2010)